# 李永寿
李永寿（1935年5月—），男，汉族，四川雅安人，中华人民共和国政治人物，曾任中共德阳市委书记，四川省人大常委会副主任。